# Hyvät herrat
Hyvät herrat var en tv-serie som sändes i Finland i början av 1990-talet, där huvudpersonerna badade bastu med finländska politiker. Det var ett av de mest populära TV-programmen i Finland. Huvudpersonerna spelades av Matti Tuominen och Eero Melasniemi. Serien spelades in på hotellet Käpylä. Det finns fortfarande bastur uppkallade efter karaktärer från serien.